# Южна банка (Велес)
Южната банка (на сръбски: Јужна банка) е частна банка, съществувала в град Велес, Кралството на сърби, хървати и словенци (от 1929 година Кралство Югославия) от 1925 до 1940 година.

## История
Банката е основана в 1925 година след успешния старт на Велешката банка, тъй като Велес е един от най-развитите икономически градове на областта - велешките търговци са водещи в търговията с кожи, жито и житни култури, грънчарски произведения и занаятчийско производство. Управител на банката е Теодор Хаджиалексов. По-късно той е наследен от сина си хаджи Джорко Хаджиалексов, който ръководи банката до закриването ѝ в 1940 година. Банката пуска 2000 акции от по 1000 динара и съответно началният ѝ капитал е 2 милиона динара. Банката кредитира селяни, отглеждащи мак.